# Cottus aturi
Cottus aturi is een endemische vis die alleen voorkomt in twee riviertjes in de Pyreneeën, de Adour en de Nivelle.
Deze vissoort behoort tot de 15 in Europa voorkomende soorten uit het geslacht Cottus. Dit zijn zoetwatervissen uit een familie van zowel zoet- als zoutwatervissen, de donderpadden.